# Anna-Maria Müller
Anna-Maria Müller, född 23 februari 1949 i Friedrichroda i Thüringen, död 23 augusti 2009 i Berlin, var en tysk rodelåkare.
Müller tävlade för Östtyskland och vann 1972 vid de olympiska vinterspelen i Sapporo guld före två andra östtyskar. Fyra år tidigare i Grenoble diskvalificerades hon för att ha värmt rodelns medar, vilket inte var tillåtet. Hon låg då på en andraplats.